# Katarína Körmendyová
Katarína Körmendyová (* 25. April 1999 in Bratislava) ist eine slowakische Volleyballspielerin.

## Karriere

### Vereinskarriere
Zur Saison 2014/15 wurde Katarína Körmendyová Teil vom COP Nitra, dem Nachwuchsprojekt des slowakischen Volleyballverbandes, und spielte mit der Mannschaft in der Extraliga, der höchsten Liga im slowakischen Frauen-Volleyball. Nach vier Spielzeiten bei der in Nitra beheimateten Mannschaft wechselte sie zurück in ihre Heimatstadt und schloss sich dort dem Rekordmeister VK Slávia Bratislava an. Mit ihrer neuen Mannschaft konnte sie sowohl in der Saison 2018/19 als auch in der Saison 2020/21 das Double aus Meistertitel und Pokalsieg gewinnen. Nach dem zweiten Double verließ sie die Slowakei und wechselte ins Nachbarland Tschechien, wo sie jeweils eine Saison in der tschechischen Extraliga für TJ Sokol Šternberk und VK UP Olomouc aktiv war. Zur Saison 2023/24 wechselte sie innerhalb Tschechiens zum KP Brno.

### Nationalmannschaftskarriere
Nachdem sie bereits im Jugendbereich die Slowakei bei internationalen Spielen vertreten hatte, debütierte Katarína Körmendyová am 8. Mai 2021 im Rahmen der Qualifikation zur Europameisterschaft 2021 im Spiel gegen den Kosovo für die slowakische Nationalmannschaft. Seitdem hat sie 35 Spiele (Stand: 27. August 2023) im Trikot der Slowakei absolviert.